# Kateřina Chourová
Kateřina Chourová (* 26. září 1991 Praha) je reprezentantka České republiky ve snowboardingu v disciplíně snowboardcross.

## Osobní život
Studuje ČVUT.

## Sportovní kariéra
Jejími trenéry jsou Marek Jelínek a Jakub Flejšar.